# Johann Daniel Silbermann
Johann Daniel Silbermann (auch Jean-Daniel Silbermann) (* 31. Mai 1717 in Straßburg; † 9. Mai 1766 in Dresden) war ein elsässischer  Musikinstrumentenbauer, der der sächsisch-elsässischen Orgelbauerfamilie Silbermann entstammte.

## Leben
Johann Daniel Silbermann wuchs als eines von zwölf Kindern des Ehepaares Andreas Silbermann und Anna Marie Schmid in Straßburg auf. Wie seine beiden Brüder Johann Andreas Silbermann und Johann Heinrich Silbermann wählte er den väterlichen Beruf des Musikinstrumentenbauers. Nachdem er von seinem Vater als Orgelbauer ausgebildet worden war, arbeitete er zusammen mit seinem Bruder Johann Andreas in Straßburg, bevor er ab 1752 in der Orgelbauwerkstatt seines Onkels Gottfried Silbermann im sächsischen Freiberg tätig wurde. Dieser war bereits 1749 schwer erkrankt und setzte seinen Neffen testamentarisch als Universalerben ein, da er selbst ledig und kinderlos war. Bei seinem Tod im Jahr 1753 erhielt Johann Daniel seinen Nachlass über 10.307 Taler.

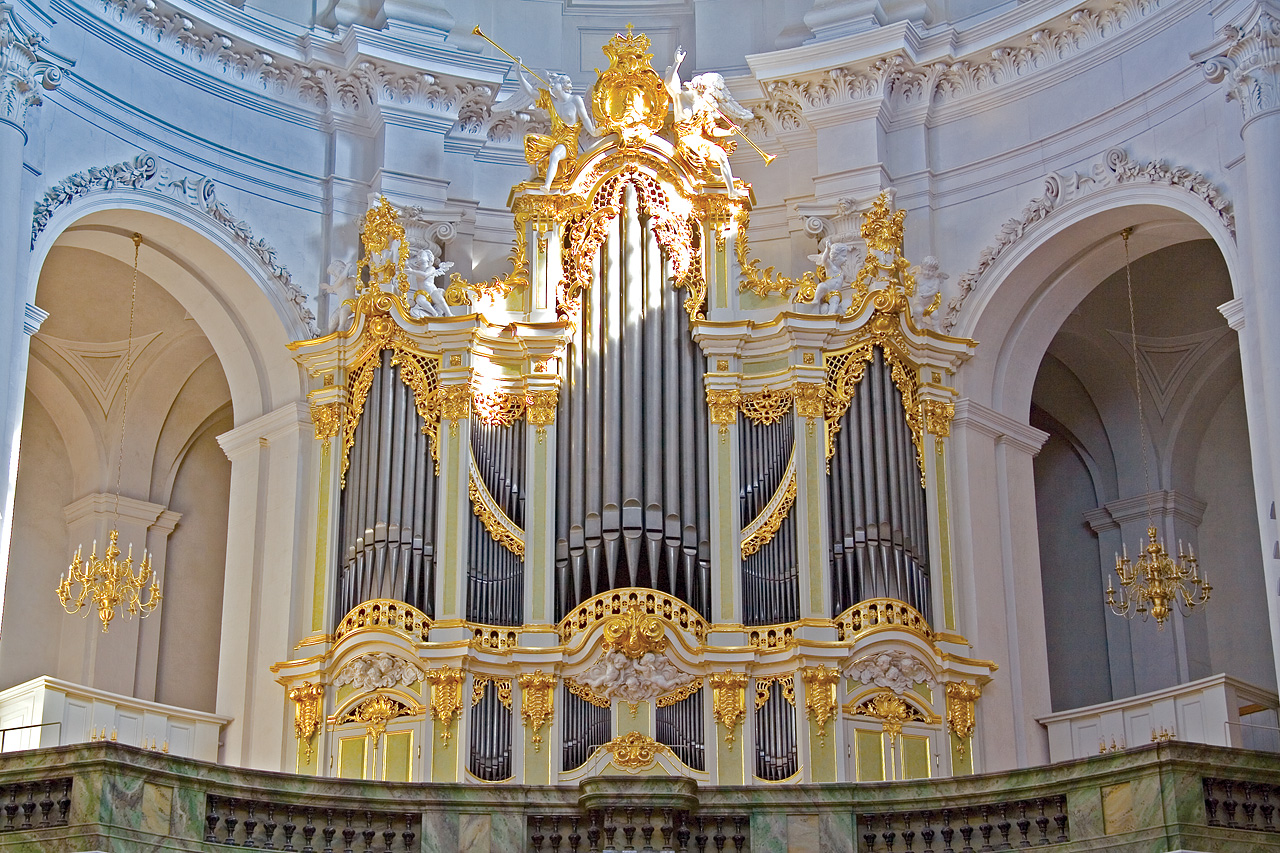
Orgel in der Hofkirche Dresden

Auf Anordnung des Premierministers Heinrich von Brühl wurde Johann Daniel Silbermannam am 27. Oktober 1753 Vertragsnachfolger seines Onkels für den Bau der großen Orgel in der Katholischen Hofkirche in Dresden und ließ sich in der Stadt nieder. Welchen Anteil er am Dresdner Neubau hatte und wie die Aufteilung zwischen ihm und Zacharias Hildebrandt war, ist nicht bekannt. Vermutet wird, dass Silbermann nur die finanzielle Verantwortung trug und nicht selber am Bau mitwirkte.
In Folge fertigte er hauptsächlich Pianofortes in der Mechanik seines Onkels. 1764 wurde ihm vom Kurfürsten von Sachsen August II. das Prädikat Hoforgelbauer verliehen, verbunden mit einem festen Gehalt von 400 Talern.

## Werk

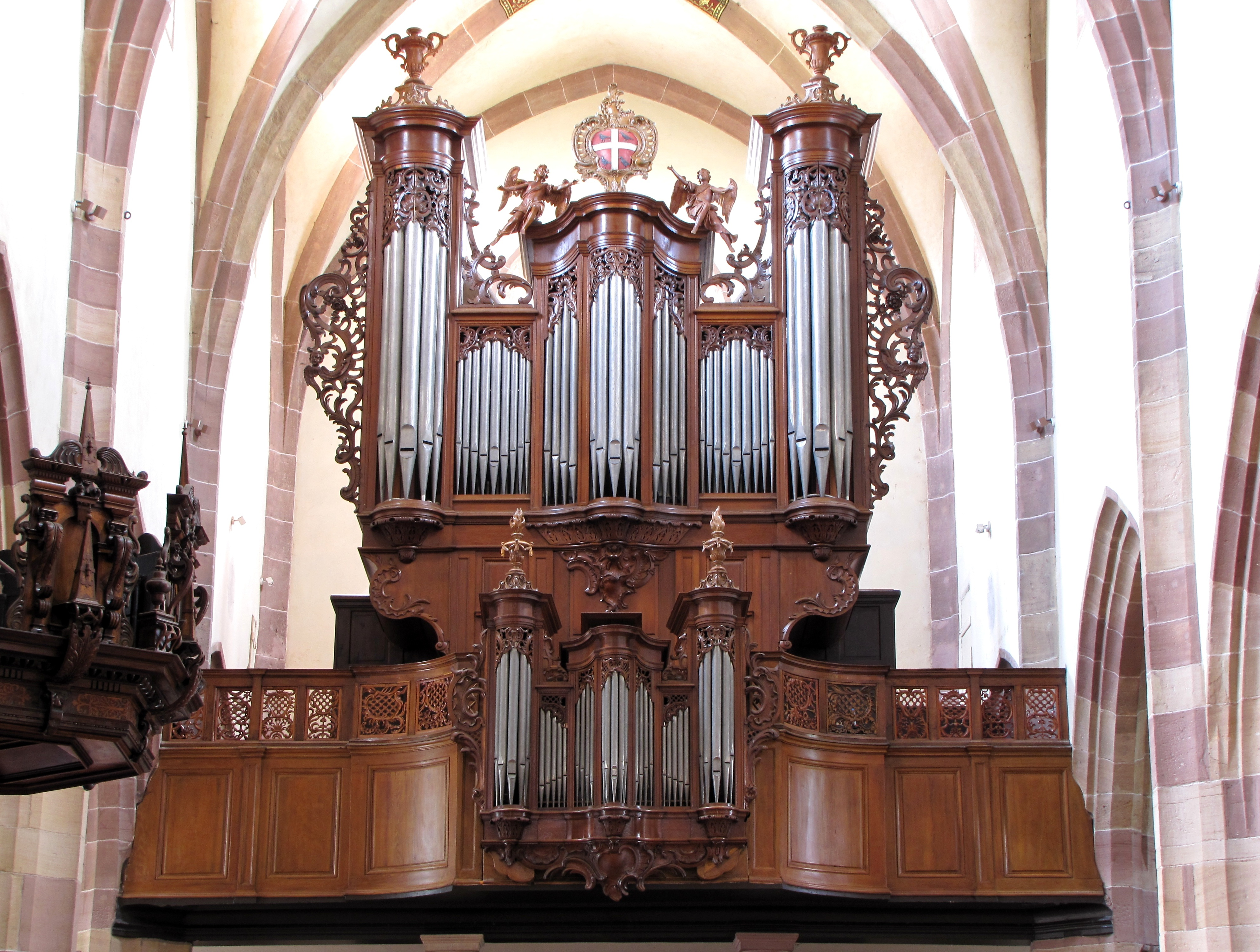
Orgel aus dem Jahr 1750 in der Kirche St-Maurice in Soultz-Haut-Rhin

In Straßburg war er selbst als Organist am Temple Neuf tätig und komponierte auch. Die Staatsbibliothek zu Berlin besitzt das Manuskript eines Klavierstücks aus dem Jahr 1757 mit dem Titel Le Moulinet. Nebenbei baute er auch mechanische Musikinstrumente. Er schuf mehrere Klaviere und Orgeln, auch Drehorgeln. Zu seinen Werken zählen:
- 1745: Orgel in der evangelischen Kirche in Wasselonne, zusammen mit seinem Bruder Johann Andreas Silbermann.[5]
- etwa 1749–1752: Orgel in der Dorfkirche Frankenstein, die er nach dem Tod seines Onkels fertigstellte,
- 1750: Orgel in der Kirche St-Maurice in Soultz-Haut-Rhin, ebenfalls zusammen mit seinem Bruder Johann Andreas Silbermann,
- 1755: Orgel in der Katholischen Hofkirche in Dresden, die er zusammen mit Mitarbeitern seines Onkels nach dessen Tod vollendete,
- 1758: Drehorgel[6]
- 1758: Cembalo, heute im Bestand des Kunstgewerbemuseums der Staatlichen Kunstsammlungen Dresden in Schloss Pillnitz. Das Instrument konnte erste 2024 durch eine endoskopische Untersuchung, bei der unter dem Resonanzboden J.D. Silbermanns Signatur entdeckt wurde, diesem zugeordnet werden. Es ist das einzige derzeit bekannte Cembalo von Johann Daniel Silbermann aus dessen Dresdner Schaffenszeit.[7]